# Boulleville
Boulleville là một xã thuộc tỉnh Eure trong vùng Normandie miền bắc nước Pháp.